# Hede landskommun, Bohuslän
För landskommunen med detta namn i Härjedalen, se Hede landskommun, Härjedalen.
Hede landskommun var en tidigare  kommun i dåvarande Göteborgs och Bohus län. 

## Administrativ historik
Den inrättades i Hede socken i Sörbygdens härad när 1862 års kommunalförordningar började gälla den 1 januari 1863. Vid kommunreformen 1952 gick den upp i Sörbygdens landskommun. Området tillhör sedan 1974 Munkedals kommun.

## Politik

### Mandatfördelning i Hede landskommun 1938-1946
| 2 | 12 | 1 | 5 |

| 20 |

| 16 | 4 |

| 20 |

| 20 |

| 20 |